# Bettina Graziani
Pour les articles homonymes, voir Bettina et Graziani.
Bettina Graziani, née Simone Micheline Bodin, connue professionnellement sous le nom de Bettina, est une mannequin française née le 6 ou le 8 mai 1925 à Laval et morte le 2 mars 2015 à Paris. Elle est célèbre dans les années 1950 pour son rôle dans la mode, mannequin vedette de Givenchy et Fath puis, plus tard, pour sa liaison avec le prince Ali Khan. Paris Match la cite à l'époque comme « la Française la plus photographiée de France ».

## Biographie
Simone Bodin naît le 8 mai 1925 à Laval, qu'elle quitte à l'âge de six mois pour rejoindre la Normandie : son père, employé des Chemins de fer, abandonne sa famille, ; elle est élevée avec sa sœur aînée par sa mère, institutrice à l'école Paul-Bert, de Caudebec-lès-Elbeuf. Au début de l'adolescence juste avant la Guerre, elle s'intéresse à la peinture. Durant l'exode, elle part avec sa sœur et sa mère vivre quelques années à Angers, avant de revenir en Normandie où elle découvre la danse.

### Mannequin
Simone Bodin arrive à Paris à l'époque de la Libération pour devenir dessinatrice de mode. Elle  garde des enfants et obtient un rendez vous avec le jeune couturier Jacques Costet pour lui présenter ses dessins. Celui-ci préfère lui faire essayer une robe ; Simone Bodin est embauchée le jour même comme mannequin et, dès le lendemain, commence à travailler, apprenant là son métier. Financièrement, les débuts ne sont pas florissants. Elle fait ses premières photos avec les frères Séeberger,. Elle rencontre le journaliste français Gilbert « Benno » Graziani, reporter photographe pour Paris Match ; elle abandonne son métier et part avec lui vivre un an à Juan-les-Pins. Ils se marient à Paris mais divorcent rapidement fin 1946 . Elle garde son nom d'épouse.
Après son divorce d'avec Benno Graziani, alors que la maison Costet est fermée, Simone Graziani reprend son métier et obtient un rendez vous chez Lucien Lelong. Elle est invitée à rejoindre la cabine de Christian Dior, « Si Monsieur Lelong ne vous prend pas, moi, je vous engage car je vais ouvrir ma maison de couture » lui dit le futur grand couturier, alors inconnu, qu'elle croise dans le bureau de Lelong. Mais elle s'ennuie chez Lelong et part se présenter un mois plus tard chez Jacques Fath qui l'engage immédiatement ; son salaire précédent est multiplié par cinq.

### Bettina Graziani
La carrière de Bettina Graziani débute réellement en 1947, année du New Look. Fath, qui a déjà une « Simone » dans sa cabine de mannequins, lui donne le pseudonyme de Bettina,, : le succès est immédiat. Elle devient la muse de Fath pendant quatre ans, influençant parfois le couturier et travaillant également pour les magazines, posant en Grès, Balmain ou Dior. Elle représente alors la Parisienne moderne et élégante, comme une alternative plus jeune à ce que créaient Dior ou Balmain. Sollicitée de toute  part, elle quitte le couturier pour se consacrer à sa carrière de modèle photographique. Dans les années 1950, invitée par Vogue à se rendre aux États-Unis , elle intègre l'agence d'Eileen Ford.  Elle voyage beaucoup pour son plaisir.

### Muse de Hubert de Givenchy
Bettina travaille alors avec Hubert de Givenchy lors de l'ouverture de sa maison de couture. C'est elle qui organise le premier défilé en février 1952 ; elle demande à ses amies, les plus célèbres mannequins de l'époque telles que Suzy Parker, Ivy Nicholson ou Sophie Litvak, de participer. « Bien sûr, c'était Bettina qui symbolisait peut-être le plus le style de la maison à ses débuts. Elle a été une précieuse collaboratrice, surtout au moment du lancement de la maison, et un fabuleux mannequin, qu'elle était déjà avant de venir chez moi. Elle était différente des autres par son style, et incarnait une image très forte de ces années là. ». Elle reste deux ans chez Givenchy, alternant défilés et relations publiques comme attachée de presse,. Laissant de côté un temps les séances photos pour les magazines, refusant diverses propositions, elle se consacre entièrement à la maison de couture, accompagnant Givenchy partout. Le couturier donne le nom de Bettina à une des créations de sa première collection, un chemisier blanc, la « Blouse Bettina », immortalisé par un dessin de Gruau.
Laurence Benaïm, en résumant ces années là pour Hubert de Givenchy, rapporte à propos de Bettina : « Son égérie, la rousse Bettina, est le mannequin le plus photographié du moment : elle incarne cette nouvelle Parisienne qui fume en blouse de shirting au bar des Théâtres. Taille souple, œil de biche et lèvres Rouge Baiser, elle a cette insolence nouvelle qui ravit Penn ».

### Magazines de mode
Elle apparaît au cours de sa carrière dans plusieurs magazines de mode et en couverture du Elle français, sa première à l'initiative du photographe Jean Chevalier, de L'Officiel de la mode, de l'Album du Figaro, ou du Vogue français et américain ; l'exception restera le Harper's Bazaar, grand concurrent de Vogue. Paris Match lui consacre un reportage à la suite d'une séance chez le coiffeur d'où elle ressort avec les cheveux très courts, lançant ainsi une nouvelle mode reprise plus tard par Victoire. Elle travaille avec les plus grands photographes de mode, comme Henry Clarke,, Horst P. Horst, Erwin Blumenfeld, Norman Parkinson, Irving Penn, Lionel Kazan,  Georges Dambier, Mark Shaw, Willy Maywald, Jean-Philippe Charbonnier ou Gordon Parks, est photographiée avec Picasso portant un chemisier décoré par l'artiste, avec Bardot, et est dessinée par Christian Bérard. Elle a une relation avec l'Américain Peter Viertel puis avec l'éditeur Guy Schoeller qui publiera un livre à son sujet. L'année 1955 est le point culminant de sa carrière, elle s'affiche dans les magazines du monde entier, avec des séances de photos à sept mille francs par heure. 

### Ali Kahn
En 1955 elle entame une longue relation avec le prince Ali Khan , divorcé de Rita Hayworth , qu'elle avait déjà croisé chez Fath plusieurs années avant, et arrête sa carrière de mannequin du jour au lendemain passant de la cabine aux salons des maisons de couture, comme cliente. Mais elle travaille encore ponctuellement pour Valentino, toujours dans les relations publiques. En 1960, alors enceinte, elle survit à l'accident de voiture où Ali Khan trouve la mort mais perd son enfant. 
En 1969, c'est Chanel qui la sollicite pour une collection, puis elle devient attachée de presse aux États-Unis pour Emmanuel Ungaro. En 1972, Vogue Paris publie un article, L'éminence rousse, écrit par Françoise Sagan.
Elle fait deux apparitions au cinéma, dans Bete Balanço ainsi que dans La Folie douce dix ans plus tard. En 1990, une exposition a lieu à la galerie Jean-Gabriel Mitterrand à Paris. La même année, elle est photographiée par Pierre et Gilles pour leur exposition sur les saintes, et chez Azzedine Alaïa deux ans plus tard par Mario Testino.
Bettina Graziani est nommée Commandeur des Arts et des Lettres en 2010 ; « Vous êtes devenu un emblème d'une certaine mode française » dira le ministre Frédéric Mitterrand lors de la cérémonie de remise de la décoration. Elle est proche d'Azzedine Alaïa, qui l'habille régulièrement et a qui elle a fait don de sa collection de photographies pour sa fondation.

### Postérité
Telle Barbara Goalen, Suzy Parker, Anne Saint-Marie, Lisa Fonssagrives, ou Dovima, Bettina est l'un des premiers « supermodels » des années 1940 à 1950, véritable icône, Life la décrivant comme « le modèle de Paris ayant le plus de succès ». Mais Bettina Graziani reste surtout reconnue comme la muse de Jacques Fath et Hubert de Givenchy,.

## Décorations
- Commandeur de l'ordre des Arts et des Lettres (2010)[48]